# 王皇后 (漢景帝)
王皇后（おうこうごう）は、前漢の景帝の2番目の皇后で、武帝の生母。諱は娡。槐里の人。

## 略歴
槐里の人である王仲と、劉邦が皇帝に即位した時の燕王臧荼の孫娘の臧児とのあいだには王信・王娡・王児姁（景帝の夫人）の3人が産まれた。しかし王仲が死ぬと臧児は長陵の田氏と再婚し、田蚡・田勝の兄弟が産まれた。
後の王娡は金王孫なる人物と結婚して金俗（後の修成君）という名の娘を産んだ。しかし臧児は占いで自分の娘2人が大変富貴になるという結果を得たため、金王孫から自分の娘を奪って皇太子宮に入れた。皇太子（後の景帝）は王娡を寵愛し、娘3人を産んだ。さらにもう一人妊娠していた際、彼女は太陽が懐に入るのを夢に見た。その後、皇太子の父の文帝が死去し、景帝が即位するとすぐに男子劉徹（後の武帝）を産んだ。
王娡の妹の王児姁も皇太子（後の景帝）宮に入れられ、男子4人を産んだ。
景帝には皇后薄氏がいたが子はなかった。男子は栗姫が産んだ劉栄らがあり、劉栄が皇太子に立てられていたが、景帝の同母姉である館陶公主劉嫖との折り合いが悪く、館陶公主は景帝に栗姫のことを謗り、一方で劉徹を褒めた。薄皇后が廃位されても栗姫は皇后に立てられず、逆に景帝の怒りに触れて皇太子の劉栄は廃され、栗姫は憂悶の末に死んだ。
景帝前7年（前150年）4月、王娡が皇后に立てられ、次いで膠東王劉徹が皇太子に立てられた。景帝中5年（前145年）には皇后の兄である王信が蓋侯に封じられた。
景帝が死去し、武帝が即位すると、皇后は皇太后となった。母の臧児は尊ばれて平原君となり、田蚡は武安侯、田勝は周陽侯に封じられた。また王仲は共侯と追尊された。田蚡は後に丞相となった。
皇太后は金王孫とのあいだに産まれた娘の金俗を民間に置いて隠していたが、武帝即位後に寵臣の韓嫣より金俗の存在を知った。武帝は金俗を自ら迎えに行き、驚いて隠れようとした金俗に「姉上、ずいぶん深く隠れましたな」と言い、共に皇太后に謁見した。金俗には公田や奴婢・屋敷・湯沐邑、修成君の号などが与えられた。金俗の娘は諸侯に嫁ぎ、息子は修成子仲と呼ばれ、皇太后の威光を背に長安で好き勝手した。
皇太后は元朔3年（前126年）6月に死去した。孝景皇后の諡号が贈られ、景帝の陽陵に合葬された。

## 一族
- 父：王仲
- 母：臧児
- 同母兄妹：王信、王児姁
- 同母異父弟：田蚡、田勝